# Академмістечко (зупинний пункт)
Академмісте́чко (колишня назва — Машинобудівна́) — ліквідований пасажирський зупинний пункт Київського залізничного вузла Південно-Західної залізниці у місцевості Академмістечко. Був розташований між станцією Святошин та зупинним пунктом Новобіличі, біля перетину вулиць Миколи Краснова (нині Гетьмана Кирила Розумовського) та Службової (нині Василя Степанченка). Виник у 1974 році, у зв'язку із розбудовою Академмістечка. 
Близько 2002 року було розібрано платформу у напрямку зупинного пункту Новобіличі, за декілька років остаточно розібрано платформу у протилежному напрямку. Нині лише за більш широко розміщеними опорами контактної мережі можна визначити колишнє місцезнаходження цього зупинного пункту.

## Галерея

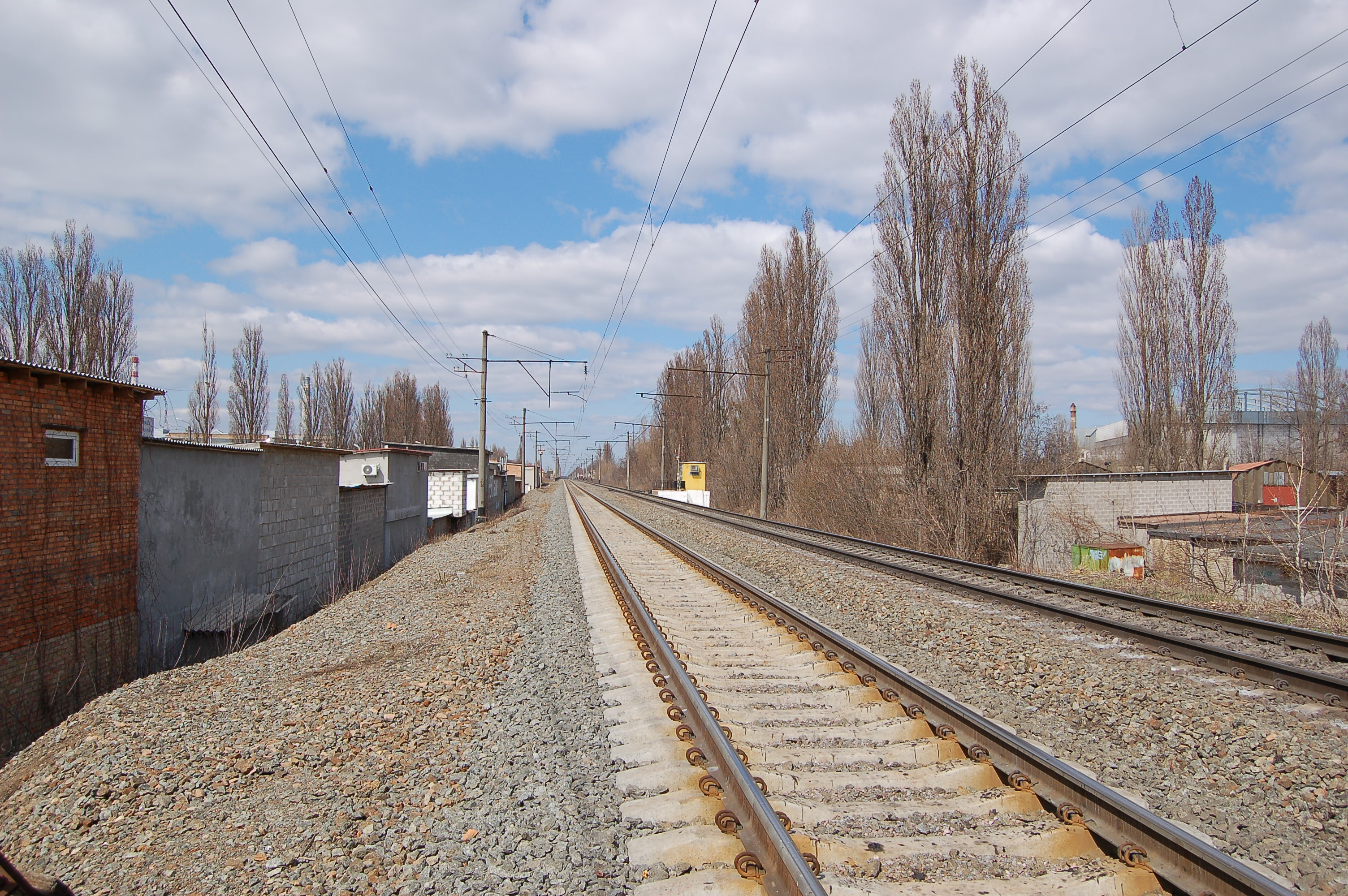
Місцезнаходження колишньої платформи Академмістечко
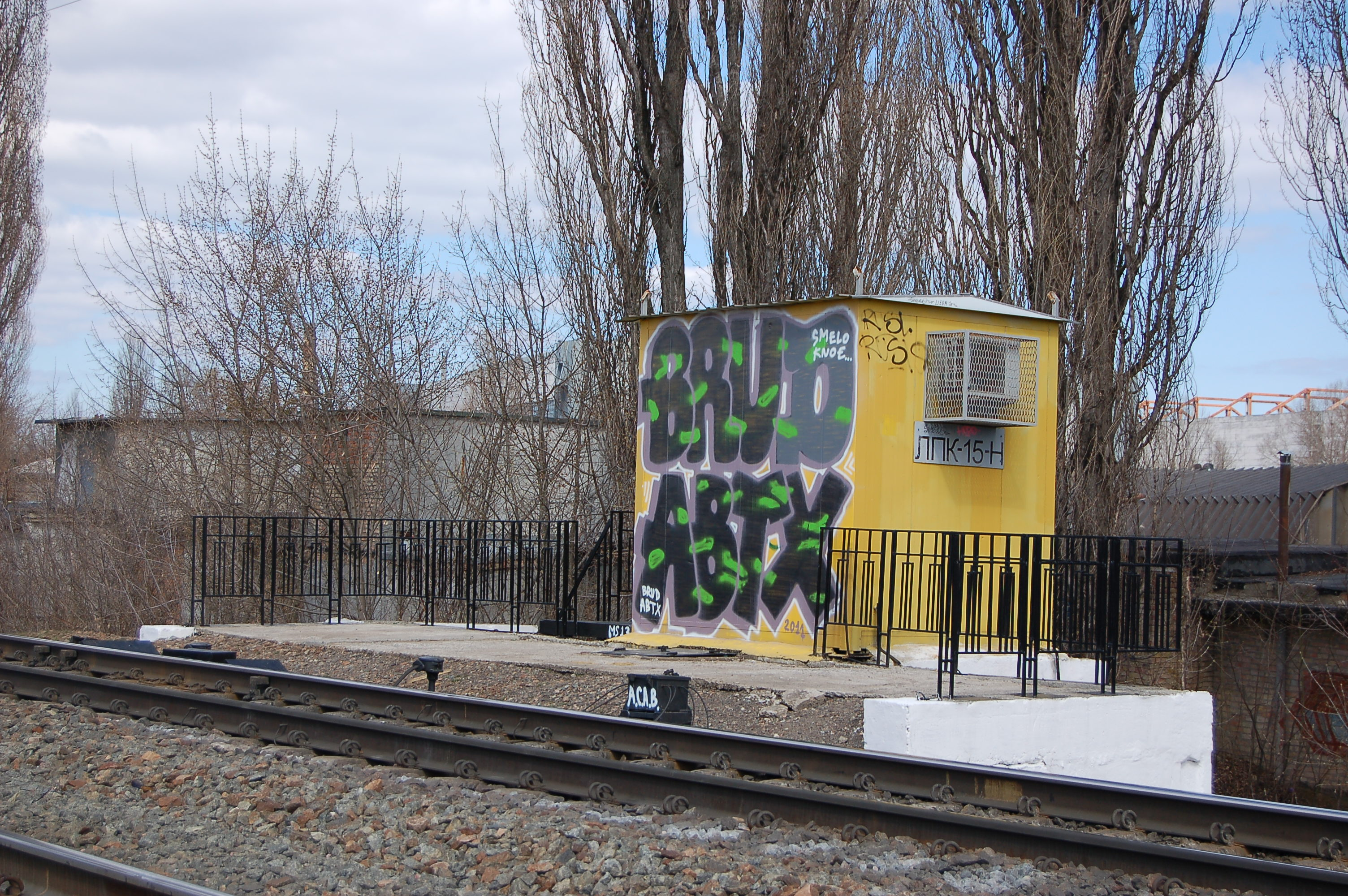
Місцезнаходження колишньої платформи Академмістечко
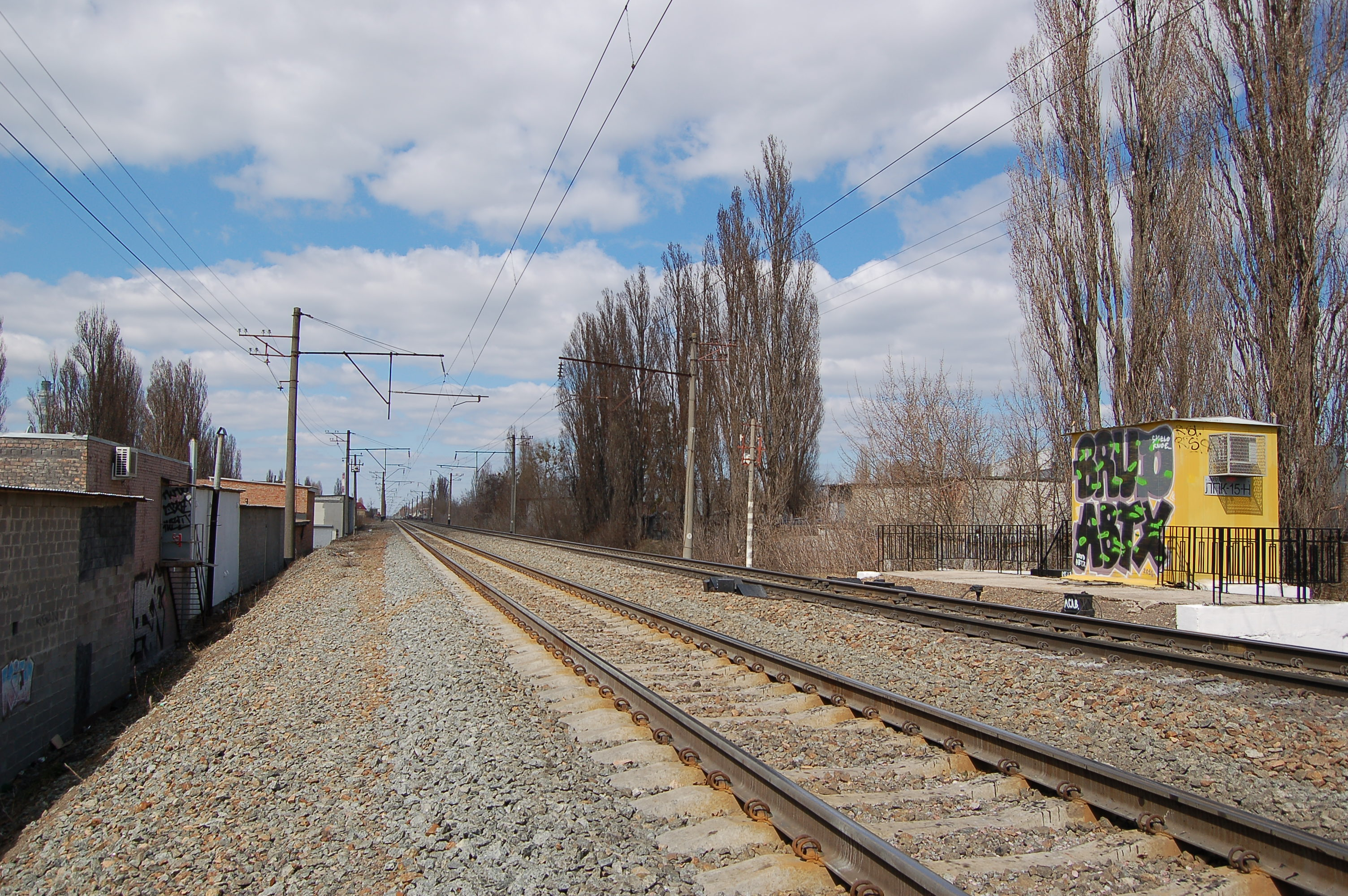
Місцезнаходження колишньої платформи Академмістечко
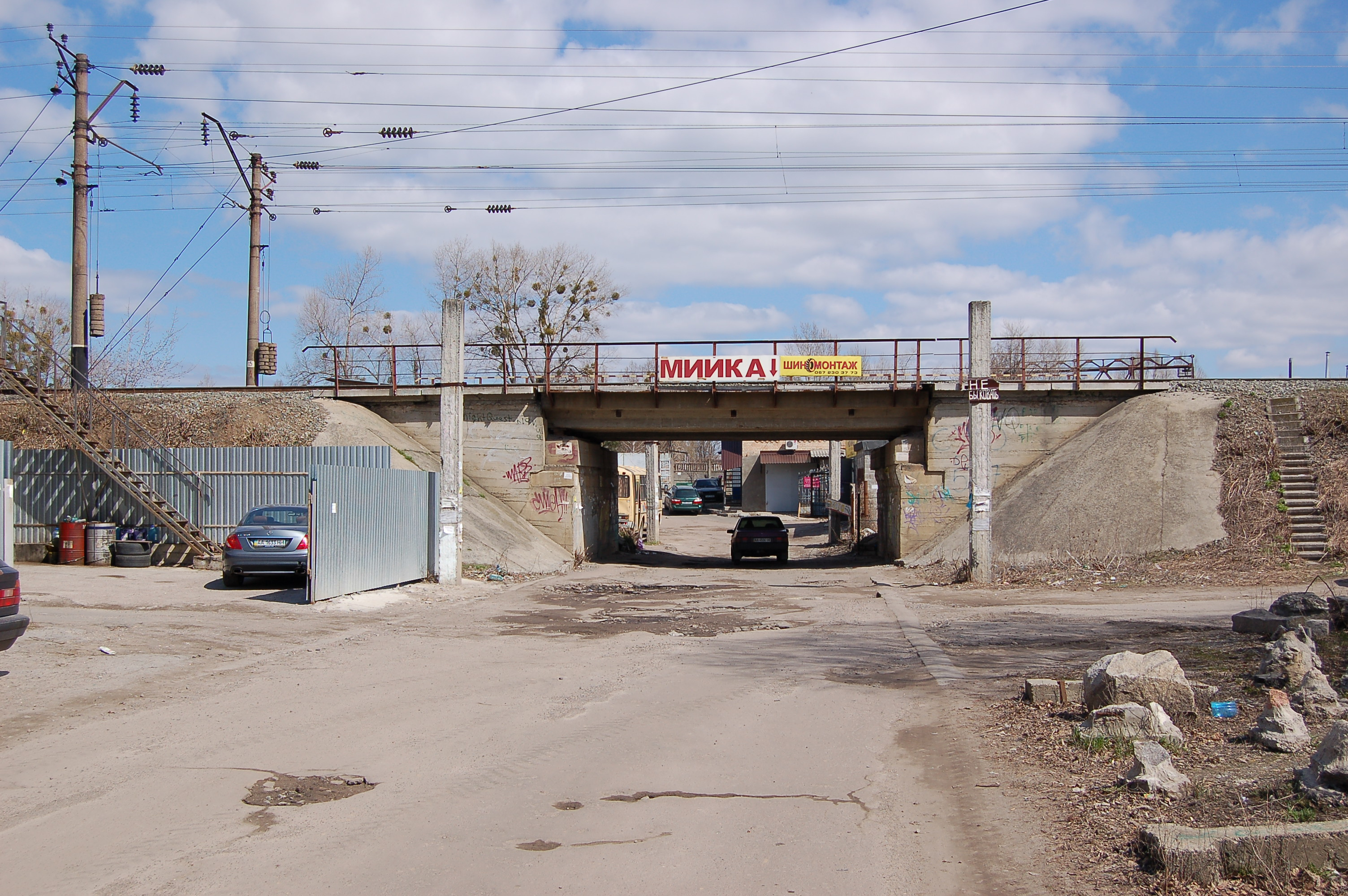
Шляхопровід поблизу колишньої платформи